# Meghraszen
Meghraszen – wieś w Armenii, w prowincji Szirak. W 2011 roku liczyła 1435 mieszkańców.